# DámPont Ökoturisztikai Látogatóközpont
A DámPont Ökoturisztikai Látogatóközpont 2020 óta várja a vendégeket Tamásiban, a Miklósvári Parkerdő és a Miklósvári-tó szomszédságában, nem messze a Gyulaj Zrt Vadasparkjától. 
Az épületben interaktív kiállításon ismerhetjük meg az Esterházy Fényes Miklós által alapított vadaskert történetét, de betekintést kaphatunk a térség hagyományaiba és a település történetébe is. 
A DámPont Látogatóközpont izgalmas kiinduló helyszíne a térség felfedezésének: gyalogos túraútvonalak indulnak innen, illetve kerékpáros pihenőpontként is szolgál. 

## A látogatóközpont céljai
A látogatóközpont kiemelt figyelmet fordít a fenntarthatósági, illetve környezetvédelmi szemléletformálásra, éppen ezért számos iskolai programot kínál az ide látogatóknak.  Ugyanakkor ökoturisztikai élménytárként fontos célja a természetben megismert csodák szintetizálásának a támogatása, annak érdekében, hogy a környék növény- és állatvilága még inkább értelmezhető legyen az újabb generációknak. Ezt a folyamatot interaktív eszközök és statikus kiállítási elemek egyaránt támogatják.  

## Galéria

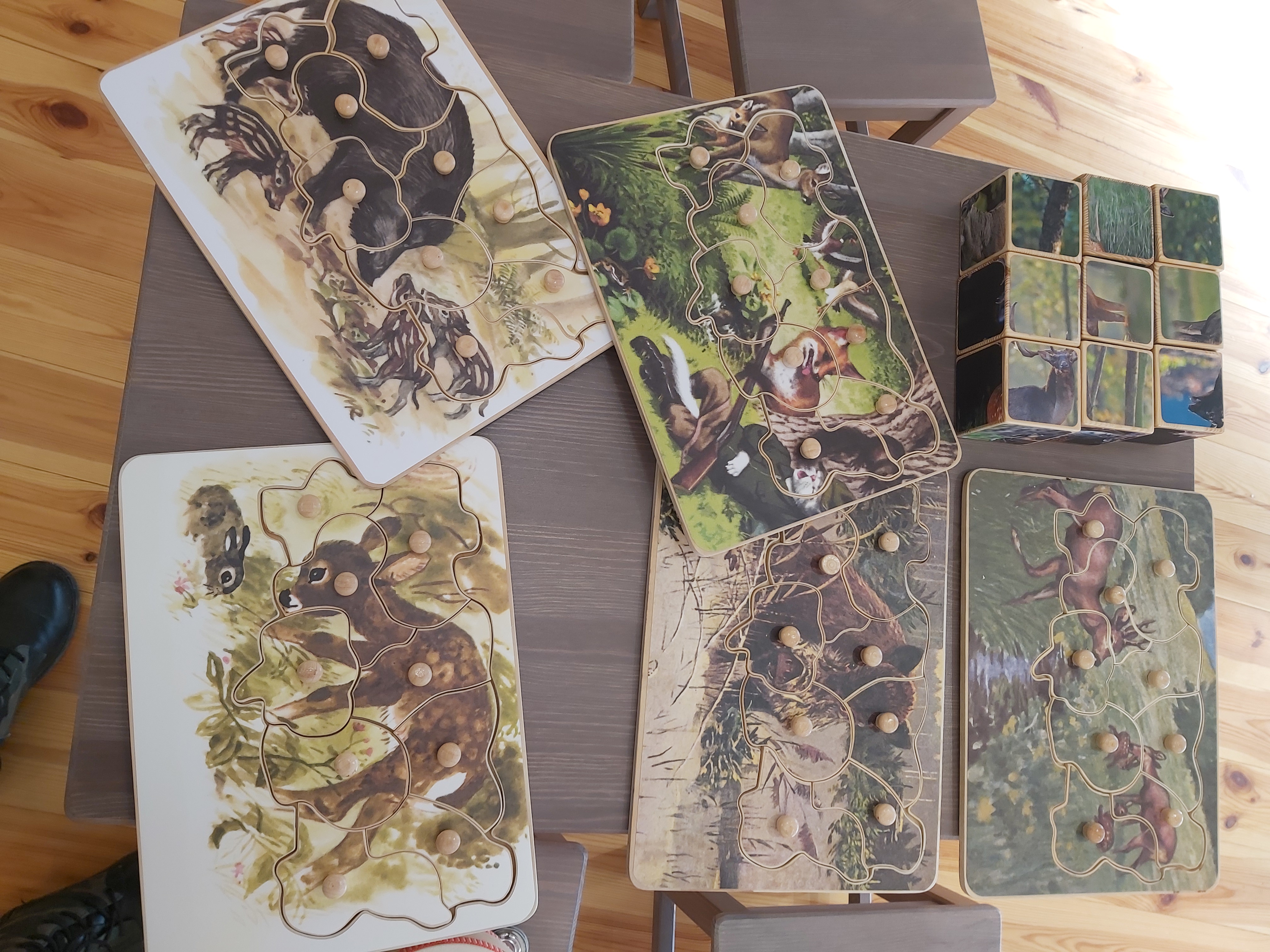
Kisgyerekeknek szóló interaktív eszközök a DámPontban
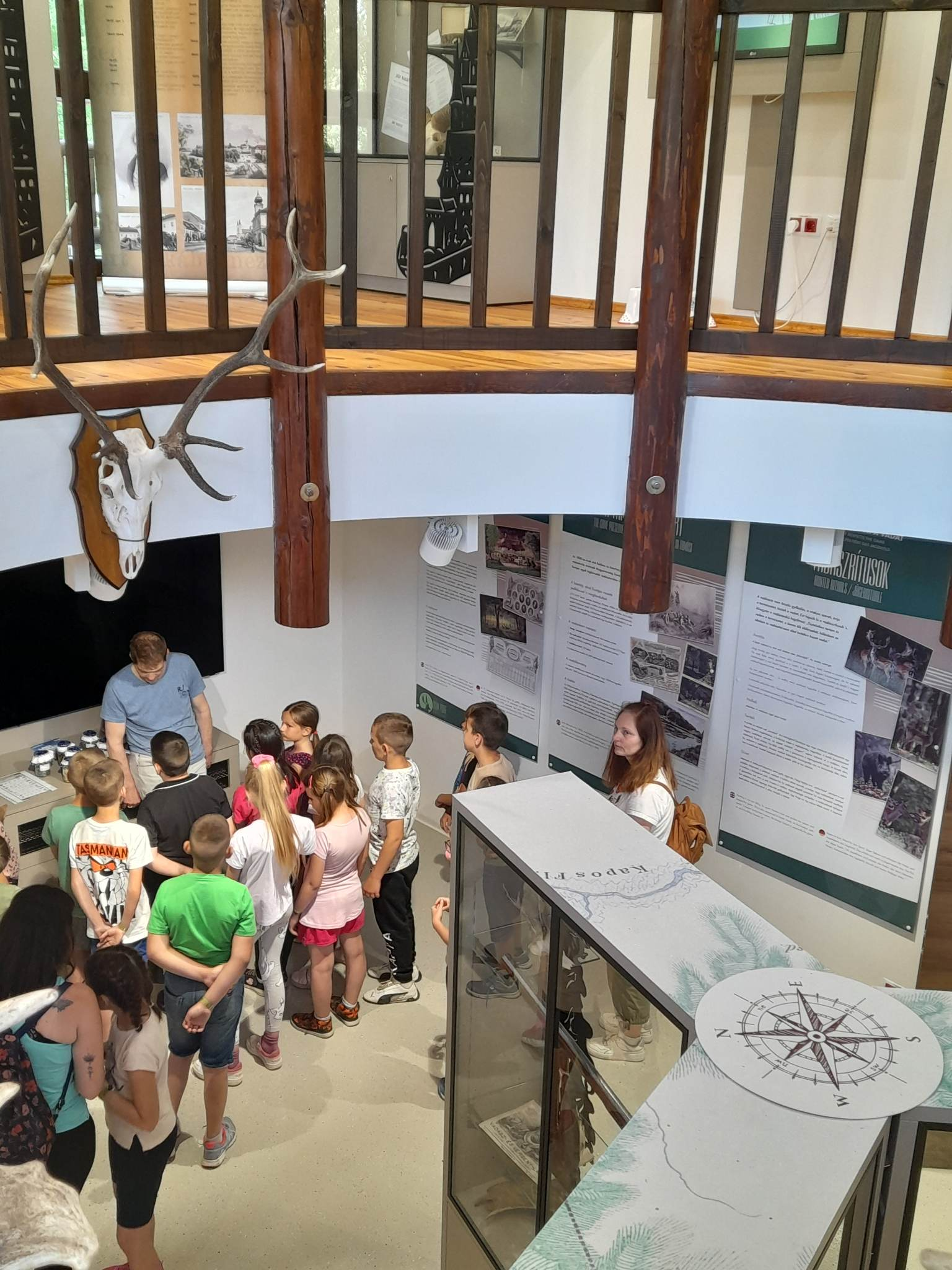
Osztálykirándulás a DámPont Látogatóközpontban

## Link
A DámPont Látogatóközpont a térség turisztikai honlapján: https://www.visittamasi.hu/about-us/